# 埼玉県道265号寄居岡部深谷線

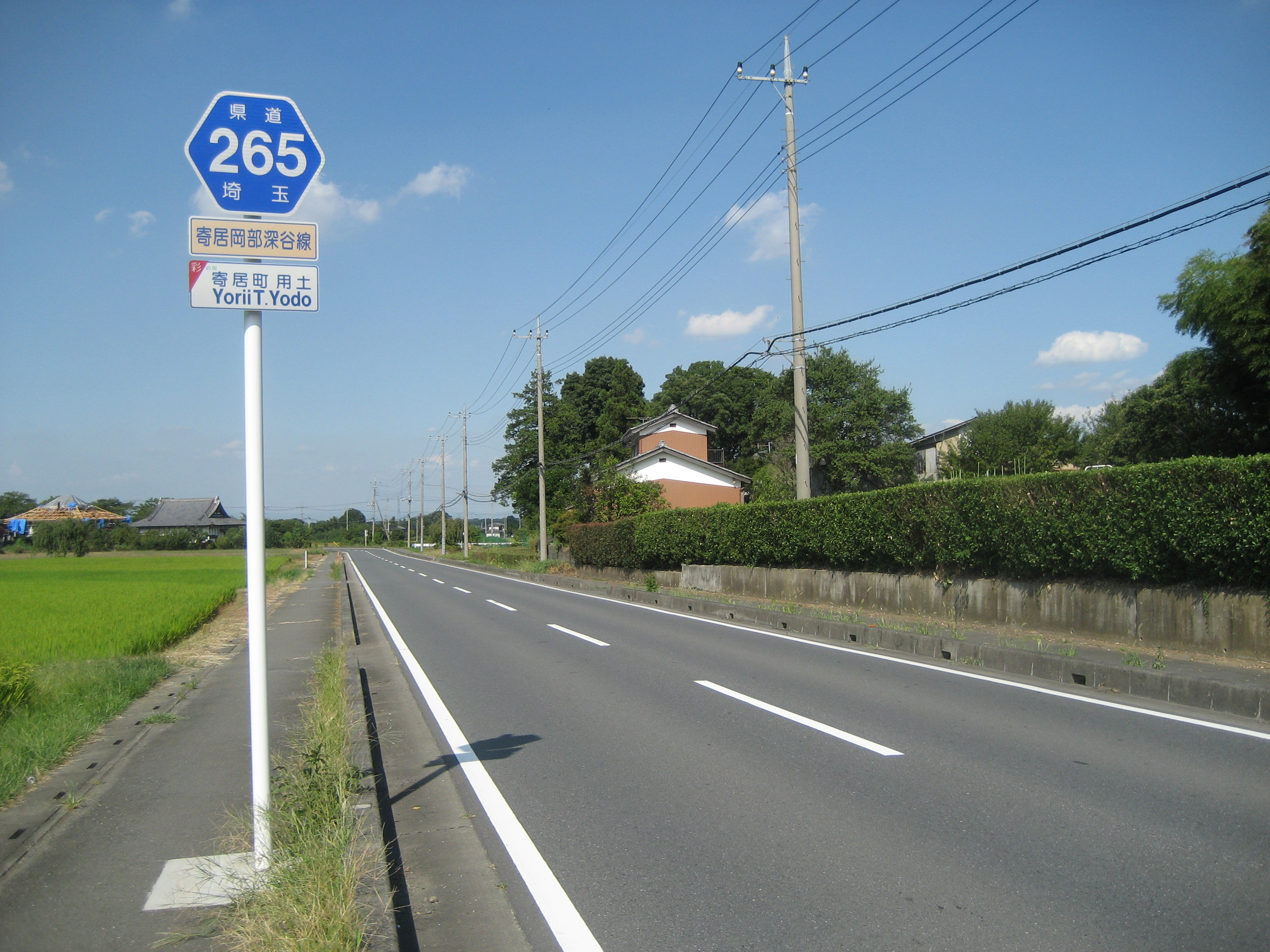
寄居町用土付近

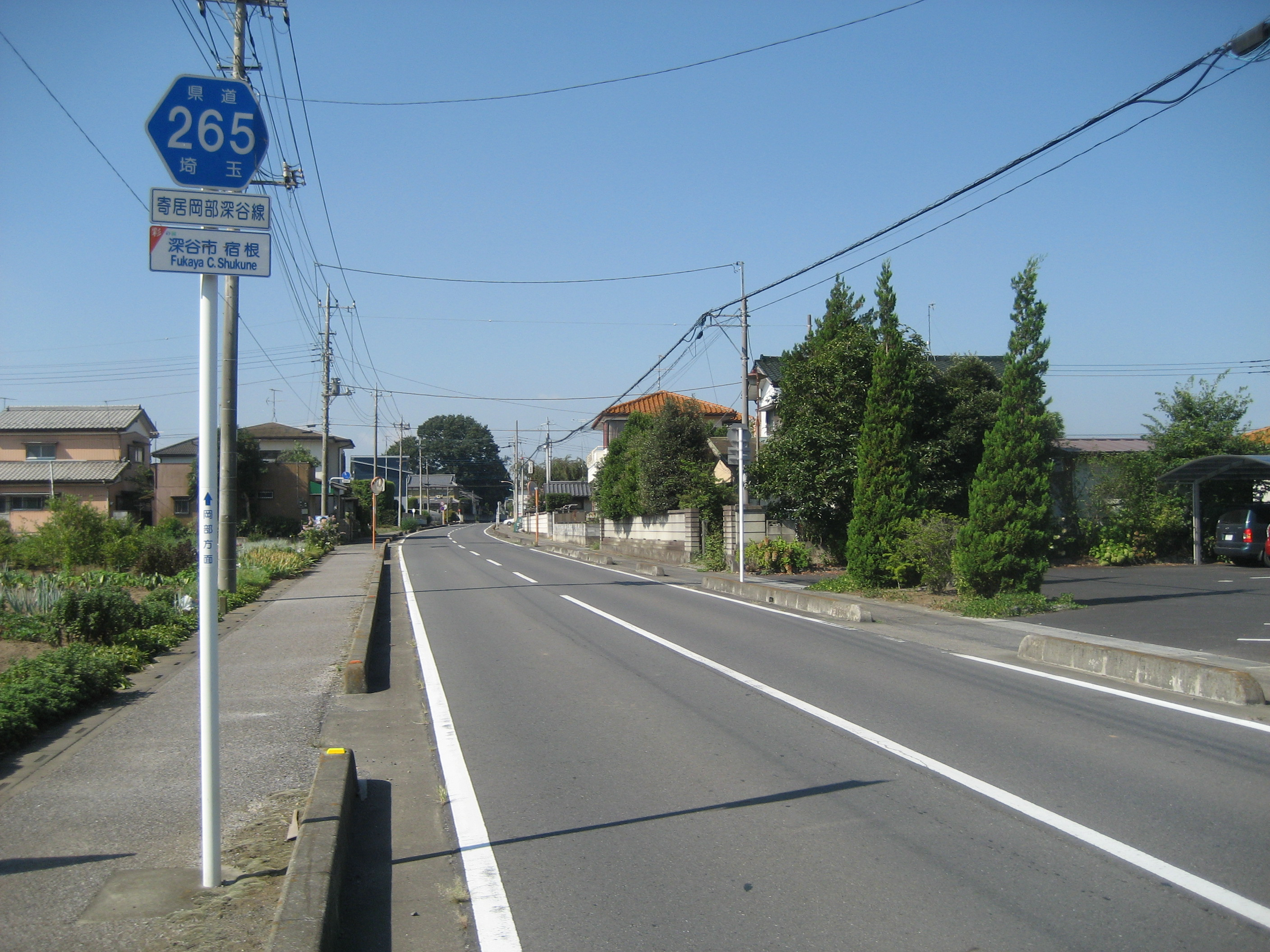
深谷市宿根付近

埼玉県道265号寄居岡部深谷線（さいたまけんどう265ごう よりいおかべふかやせん）は、埼玉県大里郡寄居町から同県深谷市に至る都道府県道である。

## 路線概要
- 起点：埼玉県大里郡寄居町（国道254号交点）
- 終点：埼玉県深谷市（埼玉県道62号深谷寄居線交点）
- 総距離：8,418m

## 地理

### 通過する自治体
- 埼玉県
  - 大里郡寄居町 - 深谷市

### 接続する道路
- 国道254号（寄居町谷津）
- 埼玉県道175号小前田児玉線（寄居町 用土郵便局前交差点）
- 埼玉県道86号花園本庄線（深谷市本郷）
- 埼玉県道75号熊谷児玉線（深谷市本郷）
- 埼玉県道353号針ケ谷岡線（針ケ谷(中)交差点）
- 埼玉県道62号深谷寄居線（深谷交差点）

### 重複する区間
- 埼玉県道86号花園本庄線（深谷市本郷 - 針ヶ谷）
- 埼玉県道75号熊谷児玉線（深谷市本郷 - 岡部南岡）

### 沿線の施設
- 蓮光寺
- 寄居用土郵便局
- 寄居町用土公民館
- 寄居町立用土小学校
- 東京成徳大学付属深谷高校
- 深谷相生郵便局